# Dorippidae
Dorippidae es una familia de cangrejos,que incluye:
- Archaeocypoda Secretan, 1975
- Bartethusa Quayle & Collins, 1981
- Dorippe Weber, 1795
- Dorippoides Serène & Romimohtarto, 1969
- Eodorippe Glaessner, 1980
- Heikeopsis Ng, Guinot & Davie, 2008
- Hillius Bishop, 1983b
- Medorippe Manning & Holthuis, 1981
- Neodorippe Serène & Romimohtarto, 1969
- Nobilum Serène & Romimohtarto, 1969
- Paradorippe Serène & Romimohtarto, 1969
- Philippidorippe H. Chen, 1986
- Phyllodorippe Manning & Holthuis, 1981
- Sodakus Bishop, 1978
- Telamonocarcinus Larghi, 2004
- Tepexicarcinus Feldmann, Vega, Applegate & Bishop, 1998
- Titanodorippe Blow & Manning, 1996